# ホーリズム
ホーリズム（Holism,Wholism）とは、ある系（システム）全体は、それの部分の算術的総和以上のものである、とする考えのことである。あるいは、全体を部分や要素に還元することはできない、とする立場である。
すなわち、部分部分をバラバラに理解していても系全体の振る舞いを理解できるものではない、という事実（正確には、ホーリズム主張者が考える「事実」）を指摘する考え方である。部分や要素の理解だけでシステム全体が理解できたと信じてしまう還元主義と対立する（「信じてしまう」という表現には、誤りであるという前提があるが、ホーリズム主張者がそういう前提を持っているからである）。全体論と訳すこともある。

## 概説
ホーリズムは有機体論やシステム理論と関連がある。
これらの考え方は、現在では分子から人間社会に至るまで、生物、社会、経済、精神、言語体系
など様々な系において成り立つことが分かっている。
古い科学の問題点を克服するために、今後の科学に求められている論点である。
「ホーリズム」という表現自体は、ギリシア語の「ホロス（ὅλος, holos）」（全体、総和）に由来する。
「holism」という用語自体は、ジョン・スコット・ホールデンの生物学理論から影響を受けた、南アフリカの哲学者ヤン・スマッツがHolism and Evolution『ホーリズムと進化』（1926）が用いたものが広まったものである。
概念としての起源はドイツ・ロマン主義の自然哲学に遡ることができ、機械論の問題点を指摘し自然の全体的認識を目指したシェリングの「有機的組織化」（Organisation）の概念などにもその勃興を見ることができる。
さらに、人間の精神は部分や要素の集合ではなく、全体性や構造こそ重要視されるべきというゲシュタルト心理学もホーリズムの系譜に属する。
現象学にもホーリズム的な考え方がある。
近代科学の還元主義的手法を批判しつつ《ホロン》という概念を提唱したケストラーの思想にもホーリズムがある。また、そのケストラーの思想を汲んだニューエイジ・サイエンスの潮流にもそれが見られる。

### 生物学
全体に宿る、部分には見られない新しい性質というのは、Ganzheit（全体性）と呼ばれる。
生命現象を理解するには全体性に注意を払うべきだ、との注意喚起はハンス・ドリーシュが行った。彼が提示した、全体の形態を維持する《調和等能系》という概念にもそれを見ることができよう。そんなこともあり、生物学分野ではホーリズムが生気論と結びつけて理解されることも多い。
生物学領域におけるホーリズムはJ.S.ホールデーンやB.デュルケンらが発展させた。ホールデーンは生物とその環境との密接で一体化した関係を強調した。
生物学におけるホーリズムでは主としては2種あり、ひとつは、生命現象には（人間が恣意的に作り出した）物理法則では説明しきれない特有の原理がある、とするものと、もうひとつは「群衆や種といった上位レベルの現象は、個体や遺伝子といった下位レベルでの挙動だけでは説明しきれない」とするものがある。

### 医学・心理学
医学・心理学でのホーリズムの例を挙げると
ゴールドシュタインの脳病理学、V・ヴァイツゼッカーの医学的人間学

、ベルリン学派のゲシュタルト心理学などは、それぞれ強弱の相違はあるもののホーリズム的な視点を含んだ理論体系である。
中国語の「整体」ということばは、日本語では総体、全体、全体論、ホーリズムなどと訳される。中国医学や中医学といった伝統医学では、整体（整体観、整体観念）は、人間の身体や健康・病気をホリスティックに捉える基本的な概念であるが、日本人による中国医学の研究書や日本で発展した漢方医学ではほとんど見られない表現である。また、手技などによる身体調整を指す日本語の整体とは全く意味が異なる。

### 社会科学
社会科学の分野におけるホーリズムについて言えば、方法論的な個人主義と方法論的なホーリズム（集団主義）が対立してきた。
方法論的個人主義が社会の分析単位を個人に求め個人の心理・行動から社会全体の動向を説明しようとするのに対し、ホーリズムは分析単位を集団に求め、社会というのは個人の単なる総和ではなく独自の実在性を持つものと考える。
社会科学でのホーリズムとしては、オーギュスト・コントの社会有機体説、マンハイムの社会計画論などを挙げることができる。またデュルケムの《社会的事実》論も挙げることができよう。
またドイツの統計学者ヨハン・ペーター・ジュスミルヒは人口の統計をとって観察した結果、死亡率および出生率、男女の出生比が一定になることを発見、このように全体の規則性のうち、個々の要素に還元して説明できない物を「神の秩序」と名付けた。
スマッツは自然進化論は偶然による機械的な進化であるのに対して、ホーリズムの進化論は一定の方向を持った有機的な進化、と説明されるとし、また進化を方向付ける超越的存在のようなものを想定していないすなわち自己組織性を持つものであるとしており、また、自己組織性は、家族や国家にも想定されている。
社会学において、ホーリズムの影響を受けつつ、社会は個人の集合でなく独自のあり方を持ち、それによって個人が規定されている事が多いと考える学派が登場した。機能主義 (社会学)を参照。

### 認識論
認識論におけるホーリズムに関しては、ウィラード・ヴァン・オーマン・クワインの論が挙げられる。1951年、クワインは「経験主義の二つのドグマ」という論文において認識論的ホーリズムを提唱した。《指示の不可測性》と《翻訳の不確定性》のテーゼを導いた。これらは、後に、科学哲学の分野で《デュエム-クワイン・テーゼ》として問題提起に役立った。
クワインが述べたことは、検証や反証の対象というのは個々の命題ではなく「科学全体」である、とし、反証事例があっても信念体系全体の再調整を通じてどのような反証事例も却下できてしまう、ということなどである。

### 意味論
意味論におけるホーリズムとは、個々の語や文の意味の変化というのは、言語体系全体の文脈、コンテクストの中でのみ意味をもち理解できるものである、とする立場である。個々の語や文の意味の変化というのは、言語体系全体の変化と連動している。意味論的なホーリズムはフェルディナン・ド・ソシュールの言語論に見られる。また、ウィトゲンシュタインの《言語ゲーム》論も意味論的ホーリズムに属すると言える。意味論的ホーリズムの代表としてD.デイヴィドソンの論が挙げられる。
科学哲学においてトーマス・クーンやポール・ファイヤアーベントらが提唱した《通約不可能性》のテーゼは、概念の意味は理論全体の文脈に依存する、としている点で上記の意味論的ホーリズムと密接な関係がある。

## 批判
19〜20世紀の西洋近代科学はおおむね、自然現象を分割できたと信じ、（人間が恣意的に作り出した少数の）物理法則だけで本物の自然の法則（自然法則）を説明しきったと信じる還元主義の手法をとってきたので、その手法の信者の立場からは、その手法を批判したホーリズムに対して反発や批判がある。
ピーター・メダワー（1915 - 1987没）は、ホーリズムが還元主義は「有機体の各部分を分離して研究している」と指摘している点について「ある器官を『分離して』研究する芸当など実際できることではない」と述べ、「ホーリズムが生物学理解を進めたことはなかったとしても、その理解をこれというほど妨げたこともなかった」と述べたという。
カール・ポパーは、当時の世界の政治情勢などに苦慮しつつ、「この考え方が社会学に持ち込まれると、国家権力を増大させることになり、とどのつまり1923年から使われるようになっていた全体主義（en:Totalitarianism）という語が表す概念と同じになってしまう」と述べた。

## 関連文献
- クワイン『論理的観点から-論理と哲学をめぐる』勁草書房、1992年。ISBN 9784326198870。